# Erich Hubala
Erich Hubala (24. března 1920 Kroměříž –  8. ledna 1994 Mnichov) byl česko-německý historik umění na katedře středních a moderních dějin umění na Univerzitě Julia Maxmiliána ve Würzburgu.

## Život
Erich Hubala vyrůstal v Kroměříži jako syn středoškolského učitele Františka Hubaly a jeho manželky Anny. V roce 1939 složil maturitu. Léta 1941 až 1947 strávil ve vojenské službě a jako válečný zajatec. Po návratu ze zajetí začal studovat dějiny umění ve Vídni. Pod odborným dohledem Hanse Jantzena se v roce 1951  proslavil svým dílem Ornamentální obelisky. Diplomovou práci napsal na téma Studie o architektuře 16. století
Hubala se poté stal asistentem Hanse Sedlmayra na Univerzitě Ludwiga Maxmiliána v Mnichově. Od roku 1969 byl řádným profesorem na Univerzitě v Kielu. V roce 1974 přijal pozvání na univerzitu ve Würzburgu a až do svého odchodu do důchodu působil na katedře dějin středního a moderního umění. 

## Dílo (výběr)
- Zierobelisken. Studien zur Architektur des 16. Jahrhunderts (= Phil. Diss.), München 1951
- Burgen und Schlösser in Mähren. Weidlich, Frankfurt am Main 1965.
- Die Kunst des 17. Jahrhunderts (= Propyläen Kunstgeschichte. Band 9), Berlin 1970
- Barock und Rokoko. (= Belser Stilgeschichte. Band 9), 1971
- spolu s Otto Mayer, Wolf-Christian von der Mülbe: Die Residenz zu Würzburg. Edition Georg Popp im Arena-Verlag, Würzburg 1984, ISBN 3-88155-111-5.
- Venedig. Brenta-Villen, Chioggia, Murano, Torcello: Baudenkmäler und Museen (= Reclams Kunstführer Italien; 2,1). 3. Aufl. Reclam, Stuttgart 1985, ISBN 3-15-010002-X